# Мартсолф, Эрик
Эрик Мартсолф (англ. Eric Martsolf, род. 27 июля 1971, Гаррисберг) — американский актёр мыльных опер. Он известен благодаря своим ролям Этана Уинтропа в «Страсти» (2002—2008) и Брейди Блэка в «Дни нашей жизни» (с 2008).
Мартсолф родился в Гаррисберге, штат Пенсильвания, и в начале карьеры работал моделью, прежде чем дебютировать в мыльной опере NBC «Страсти». После закрытия шоу он присоединился к другой мыльной опере канала — «Дни нашей жизни». В 2014 году за роль в шоу он получил Дневную премию «Эмми». Вне мыльных опер, Мартсолф появился в сериалах «Морская полиция: Спецотдел», «Тайны Смолвиля» и «Риццоли и Айлс».

## Мыльные оперы
- Страсти (8 июля 2002 — 7 августа 2008)
- Дни нашей жизни (13 ноября 2008 — наст. время)